# Affaire Gaymard

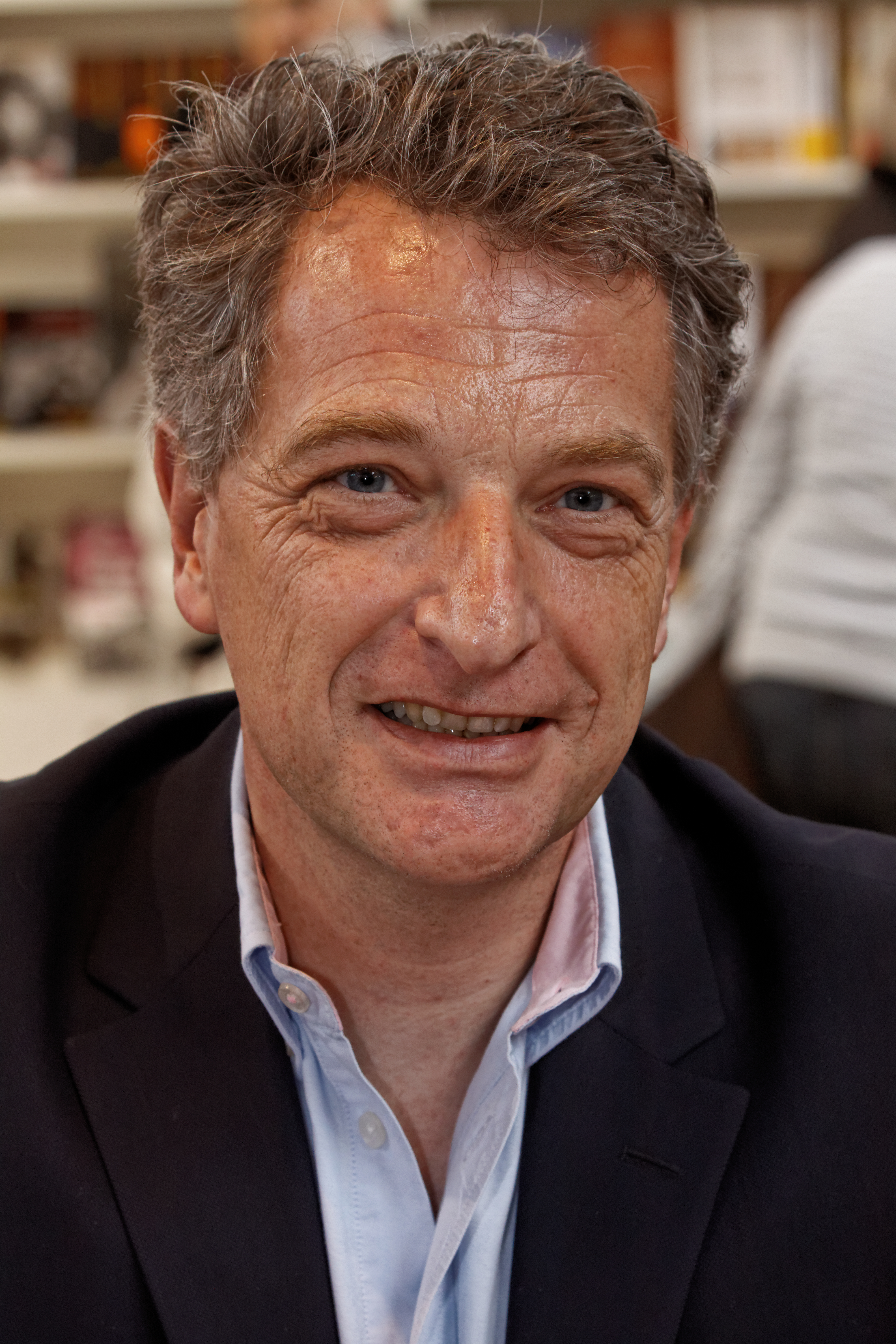
Hervé Gaymard en 2012.

L'affaire Gaymard est une affaire politico-financière française, n'ayant entraîné aucune procédure judiciaire, se déroulant essentiellement du 15 au 25 février 2005. 
Le cœur de l'affaire concerne le logement occupé par Hervé Gaymard — alors ministre de l'Économie, des Finances et de l'Industrie — et sa famille. Des premières révélations du Canard enchaîné du 14 février, il apparaît que cet appartement parisien de la rue Jean-Goujon, un duplex de 600 m2, représente un loyer mensuel de 14 400 euros entièrement payé par l'État. Hervé Gaymard annonce immédiatement qu'il quitte cet appartement. Sa défense consiste à signifier qu'il ignorait le montant du loyer et que ses origines et ses revenus modestes ne lui permettent guère de s'acquitter lui-même d'un tel montant. Une semaine plus tard, le 22 février, un second article du Canard enchaîné révèle qu'Hervé Gaymard connaissait les coûts inhérents à cet appartement et qu'il avait d'ailleurs participé à son choix en le visitant préalablement à sa location ; l'article révèle en outre que de coûteux travaux ont également été engagés, toujours à la charge de l'État. Enfin un article de Libération du  25 février  révèle qu'Hervé Gaymard est assujetti à l'ISF et qu'il est multi-propriétaire, en particulier d'un appartement à Paris situé boulevard Saint-Michel. 
Le 25 février, Hervé Gaymard démissionne de sa fonction de ministre moins de trois mois après avoir été nommé.

## Déroulement de l'affaire

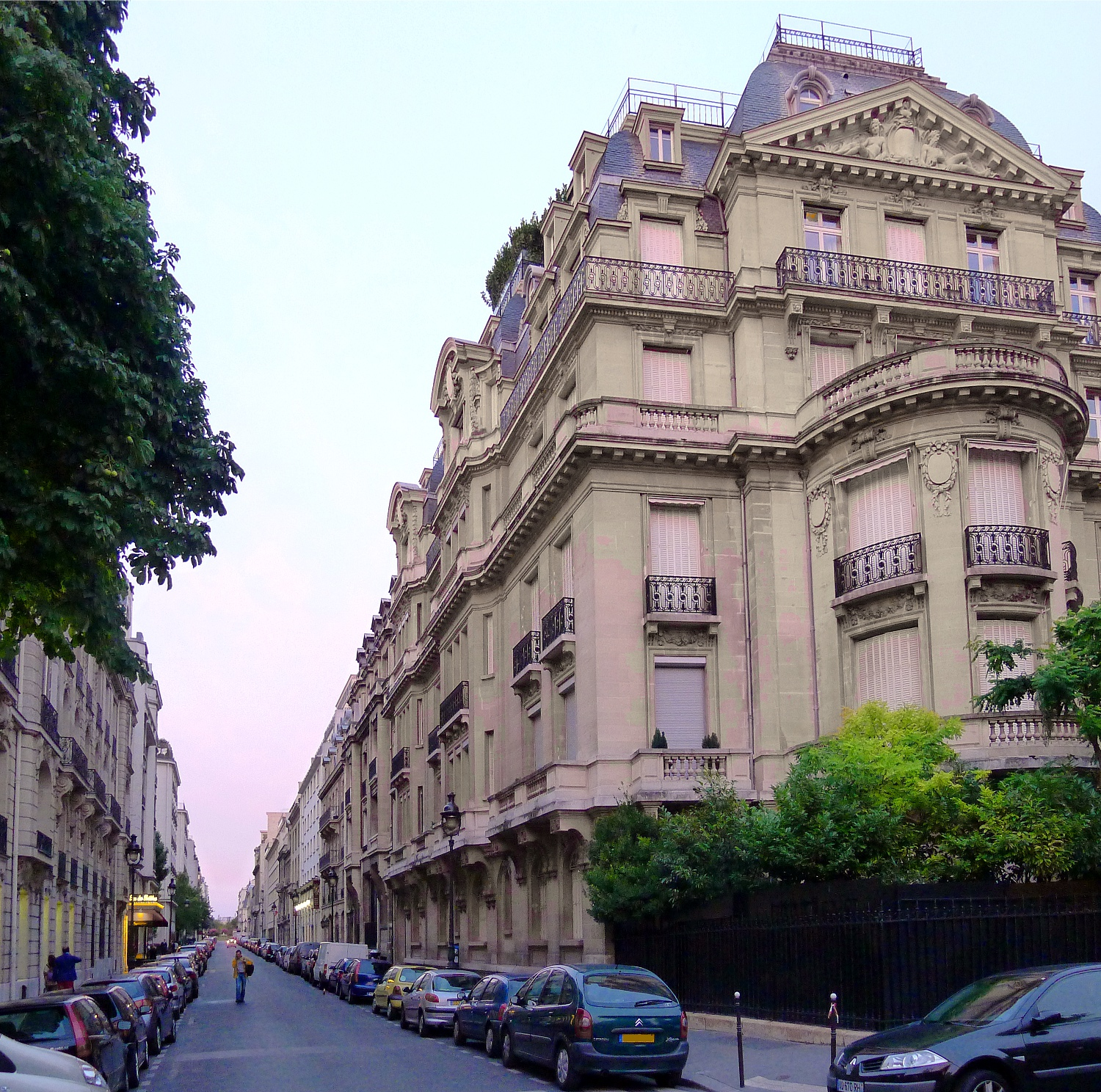
La rue Goujon où est situé l'appartement à l'origine de l'affaire (au no 6).

Le 15 février 2005 un article du Canard enchaîné révèle que Hervé Gaymard, son épouse Clara et leurs huit enfants logent dans un duplex parisien de 600 m2 payé 14 400 euros par mois par l'État. L'appartement est situé au no 6 de la rue Jean-Goujon dans un immeuble d'habitation de style Art déco construit en 1930 par l'architecte Charles Lemaresquier.
Le 16 février 2005, Hervé Gaymard déclare qu'il quitte l'appartement en question.
Le 17 février 2005, le Premier ministre Jean-Pierre Raffarin édicte de nouvelles règles quant à la surface maximale du logement d'un ministre (compte tenu du nombre d'enfants notamment). Le calcul appliqué à la situation familiale d'Hervé Gaymard donne une surface maximale habitable de 240 m2.
Le 17 février 2005 au soir, Hervé Gaymard est invité à débattre avec Dominique Strauss-Kahn à 100 minutes pour convaincre. Au cours de l'émission, il affirme « Je vais vous dire une chose : je ne savais pas le prix de cet appartement quand je suis rentré dedans. » et réitère sa volonté de le quitter au plus vite.
Le 22 février 2005, un nouvel article du Canard enchaîné montre que Hervé Gaymard avait visité l'appartement, que son épouse Clara l'a choisi, qu'il ne pouvait donc pas ignorer le coût locatif. Le journal mentionne aussi plusieurs travaux engagés dont l'aménagement d'un parking pour un coût de 15 000 euros.
Le 24 février 2005, Paris Match retranscrit un entretien téléphonique du 21 février avec Hervé Gaymard dans lequel ce propos est reporté :

« Je n'ai pas de fric. Évidemment, si je n'étais pas le fils d'un cordonnier-marchand de chaussures, si j'étais un grand bourgeois, je n'aurais pas de problème de logement. Je serais propriétaire de mon appart, et il n'y aurait pas toute cette affaire. »

Hervé Gaymard contestera la véracité de l'existence de cet entretien, « C'est un propos attribué, que je conteste » lors de son passage au journal télévisé de TF1 le soir de sa démission. Le directeur de la rédaction de Paris Match Alain Genestar confirmera de son côté la réalité de cet entretien ainsi que les propos tenus.
Le 25 février 2005 un article de Libération révèle qu'Hervé Gaymard est assujetti à l'ISF et qu'il est multi-propriétaire, en particulier d'un appartement à Paris situé Boulevard Saint-Michel.
Hervé Gaymard annonce sa démission de son poste de ministre plus tard dans la journée via un communiqué.

## L'après-affaire
Début mars 2005, après la démission d'Hervé Gaymard, il est annoncé que le dossier fiscal de l'intéressé « a été dérobé ». Thierry Breton, son successeur au ministère, précise que : « la Direction des impôts a prévenu Hervé Gaymard de la disparition des documents le 4 février 2005 ». La date du vol n'a apparemment jamais été connue avec précision. Le journal Libération précise toutefois : 

« On peut seulement noter que la date du 4 février se situe trois jours après que l'information sur l'appartement du ministre a filtré une première fois, dans un « confidentiel » de RTL. »

Le 19 septembre 2005, le ministère de l'Économie annonce qu'Hervé Gaymard lui a remboursé la somme de 58 894 euros représentant deux mois de loyer, les frais des travaux engagés ainsi que divers frais généraux inhérents à la location,. Ce geste effectué de sa propre initiative est considéré par Libération comme « indispensable pour envisager un retour sur la scène politique ». Le ministère a également précisé qu'Hervé Gaymard avait réintégré le ministère — son administration d'origine — en  qualité d'administrateur civil hors-classe dès le 26 août.

## Affaire similaire
Une affaire similaire atteint quelques semaines après Jean-François Copé, alors ministre délégué au Budget et porte-parole du gouvernement. Jean-François Copé occupait un appartement de 230 m2 près des Invalides : le journal Libération considère que la seule réelle différence est la non-démission de Jean-François Copé dans la seconde affaire :

« En réalité, la chance de Jean-François Copé, c'est de venir après Hervé Gaymard. Cela lui a permis de ne pas répéter les mêmes erreurs, et notamment celle de jouer les vertus outragées dans Paris-Match... »